# Ivar Björnberg
Ivar Björnberg, född 17 juni 1895 i Gävle, död 3 mars 1952 i Stockholm, var en svensk reklamkonstnär och teckningslärare.
Han var son till redaktören Carl Fredrik Ivar Björnberg och Emma Ottiliania Wilhelmina Bogren. Björnberg studerade vid Högre konstindustriella skolan i Stockholm där han avlade teckningslärarexamen 1918. Han var huvudsakligen verksam som tecknare för filmindustrin och skapade där ett stort antal affischer och annonser. Vid sidan av sitt reklamtecknande var han verksam som bokillustratör. Björnberg är begravd på Norra begravningsplatsen utanför Stockholm.